# 穆迪冰川
84°30′S 165°48′E / 84.500°S 165.800°E
穆迪冰川（英語：Moody Glacier），是南極洲的冰川，位於沙克爾頓海岸，處於馬丁嶺和阿當斯山脈之間，屬於亞歷山德拉皇后山脈的一部分，最終注入貝里克冰川，現時由南極條約體系管理。